# Enrico Tazzoli (U-Boot)

Das R.Smg. Enrico Tazzoli war eines der erfolgreichsten U-Boote der italienischen Regia Marina im Zweiten Weltkrieg.

## Geschichte
Die Enrico Tazzoli war das dritte und letzte Boot der Calvi-Klasse und wurde am 16. September 1932 bei OTO-Muggiano in Muggiano auf Kiel gelegt. Der Stapellauf wurde am 13. Oktober 1935 vorgenommen. Benannt wurde das am 18. April 1936 an die Marine übergebene Boot nach dem italienischen Priester und Nationalhelden Enrico Tazzoli.
Nachdem das Boot im Sommer 1940 vor der Küste Nordafrikas patrouilliert hatte, wurde es in den Atlantik beordert. Bei der Durchfahrt durch die Straße von Gibraltar kam es jedoch zu technischen Problemen, weswegen die Enrico Tazzoli in La Spezia repariert und für ihre Aufgaben im Atlantik modifiziert wurde. Am 7. Oktober 1940 traf das Boot in Bordeaux ein, wo sich das italienische U-Boot-Kommando Betasom befand.
Auf seiner ersten Atlantik-Feindfahrt versenkte es am 12. Oktober westlich von Gibraltar irrtümlich das neutrale jugoslawische Handelsschiff Orao (5.135 BRT). Danach patrouillierte es vor der Küste Portugals und kehrte am 24. Oktober nach Bordeaux zurück.
Im Dezember 1940 operierte die Enrico Tazzoli zusammen mit fünf anderen italienischen Booten in britischen Gewässern. Westlich von Schottland versenkte die Enrico Tazzoli am 19. Dezember 1940 das britische Handelsschiff Ardanbahn (4.980 BRT). Weitere Angriffe auf den Geleitzug OB-263 wurden abgewiesen. Das Boot kehrte am 6. Januar 1941 nach Frankreich zurück, wo es bis Ende März repariert und umgebaut wurde.
Anfang April übernahm Capitano di Corvetta Carlo Fecia di Cossato das Kommando und operierte dann im Seegebiet zwischen Freetown und den Azoren, wo er am 12. April britische Kriegsschiffe torpedierte und wahrscheinlich eines beschädigte. Am 15. April versenkte die Enrico Tazzoli das britische Handelsschiff Aurillac (4.248 BRT), am 7. Mai folgte der norwegische Frachter Fernlane (4.310 BRT) und am 10. Mai der norwegische Tanker Alfred Olsen (8.817 BRT). Auf dem Rückweg gelang dem Boot am 23. Mai der Abschuss einer angreifenden Bristol Blenheim.
Im Sommer 1941 war die Enrico Tazzoli erneut im Mittelatlantik vor Freetown im Einsatz und versenkte dort den norwegischen Tanker Sildra (7.313 BRT). Im Dezember nahm die Enrico Tazzoli mit deutschen und drei anderen italienischen U-Booten an der Rettungsaktion für die Besatzungen des versenkten deutschen Hilfskreuzer Atlantis und des zwei Tage später versenkten Z-Schiffs Python teil und übernahm 60 Mann der Atlantis von U 68.
Ab Februar 1942 operierte die Enrico Tazzoli vor der Küste Floridas. Am 3. März griff sie in schwerer See den britischen Tanker Parana (8.017 BRT) an, doch verfehlten die Torpedos ihr Ziel. Mehr Erfolg hatte man am 6. März gegen den niederländischen Dampfer Astrea und den norwegischen Frachter Tonsbergfjord (3.156 BRT), sowie in den Tagen danach gegen die uruguayische Montevideo (5.785 BRT), die griechische Cygnet (3.628 BRT), die britische Daytonian (6.434 BRT) und den britischen Tanker Athelqueen (8.780 BRT), mit dem die Enrico Tazzoli noch kollidierte, weswegen Fecia di Cossato umkehren musste und am 31. März 1942 wieder in Bordeaux einlief.
Nach den Reparaturarbeiten und einigen Tests ging es am 18. Juni in die Karibik. Versenkt wurde der griechische Dampfer Kastor (5.497 BRT) und der norwegische Dampfer Havsten (6.161 BRT), der zuvor schon von U 160 gejagt worden war. Am 5. September 1942 war die Enrico Tazzoli wieder in ihrem französischen Stützpunkt, wo die üblichen Wartungsarbeiten durchgeführt wurden.
Von Dezember 1942 bis Januar 1943 operierte das Boot vor der Küste Brasiliens. Dort versenkte es die britische Empire Hawk (5.032 BRT), die Ombilin (5.658 BRT), die britische Queen City (ex Cragness, 4.814 BRT) und die amerikanische Doña Aurora (5.011 BRT).
Nach dieser letzten Feindfahrt ging Capitano di Corvetta Carlo Fecia di Cossato von Bord. Die Enrico Tazzoli wurde zu einem Transportboot für Fahrten nach Japan umgebaut. Am 16. Mai lief es mit 165 Tonnen Material aus und ging wenige Tage danach aus ungeklärten Gründen vermutlich in der Biskaya verloren. Die Enrico Tazzoli hatte auf acht Feindfahrten insgesamt 18 Handelsschiffe (96.650 BRT) versenkt.
Ein 1954 von den Vereinigten Staaten übernommenes Boot der Gato-Klasse, die Barb (SS-220), erhielt wiederum den Namen Enrico Tazzoli (Kennung S 511). Sie wurde 1972 verschrottet. Anfang der 1980er Jahre benannte die italienische Marine das erste Boot der Sauro-Klasse nach dem ehemaligen Kommandanten der Enrico Tazzoli, Carlo Fecia di Cossato. Dieses Boot ist mittlerweile außer Dienst gestellt worden.